# Petter Stenberg
Petter Stenberg, född den 9 november 1821 i Svartrå, Falkenbergs kommun, död den 14 mars 1913 i Tidaholm drygt 91 år gammal. Son till kopparslagaren och torparen Carl Svensson Stenberg och hans hustru Sara Kristina Hernlöf. Han var under största delen av sitt vuxna liv skriven i Köinge, Falkenbergs kommun men var verksam också i andra delar av Sverige. Han hade även viss verksamhet i andra länder. Petter Stenberg var förfalskare. Köinge kyrkoböcker titulerar honom "gravör", arrendator och åbo på 1/24 mtl i Axtorna by. 
Redan som sjuttonåring ställdes han första gången inför häradsrätten för myntförfalskning år 1839, och blev dömd till tre års fängelse. Han ägnade sig under mer än 50 år åt förfalskningar av mynt, sedlar, växlar och inteckningshandlingar. Han satt totalt fängslad i omkring 30 år. 
I mitten av 1800-talet förekom i trakten kring Falkenberg och Varberg omfattande sedelförfalskning. Även myntförfalskning förekom. Protokollen från de första rättegångarna där Petter Stenberg stod åtalad visar följaktligen också att ett stort antal personer främst i mellersta Halland var inblandade på olika sätt. Även om sedelförfalskning var ett ganska vanligt brott i hela Sverige vid denna tid, så blev just denna bygd känd som ett centrum för verksamheten. Ännu flera personer var inblandade genom att prångla ut de falska sedlarna.